# Erich Roučka
Erich Roučka (30. října 1888 Velké Meziříčí – 16. března 1986 Ezelsdorf) byl český technik a vynálezce. Za své dílo získal titul inženýr, vysokou školu nestudoval.

## Život
V roce 1911 založil v Blansku továrnu na elektrické měřicí přístroje, která byla první v tehdejším Rakousku-Uhersku. Své nápady projednával ve Spojených státech i s Thomasem A. Edisonem. Po návratu začal s výrobou automatických regulátorů parních kotlů, jimž dal název E. R. Robot se svolením Karla Čapka.
V roce 1929 založil novou továrnu na výrobu kotlů ve Slatině u Brna. Kvůli nepovolené výstavbě dalších provozů v Blansku továrnu prodal a přesunul se do Brna nastálo.
Za války byl nucen ve své továrně vyrábět odlitky pro německou armádu, továrna však byla bombardována a velmi silně poničena. Roučka již dále v podnikání nepokračoval, od roku 1952 pracoval ve Výzkumném ústavu energetickém v Brně, kde již ale jeho návrhy nebyly realizovány. V roce 1959 se rozhodl emigrovat do Západního Berlína, několik let byl zaměstnancem firmy AEG.
Zemřel 16. března 1986 v Ezelsdorfu.
V prosinci 2016 byla po Erichu Roučkovi pojmenována nově dodaná tramvaj Škoda 13T Dopravního podniku města Brna. Stalo se tak na návrh městské části Brno-Slatina.

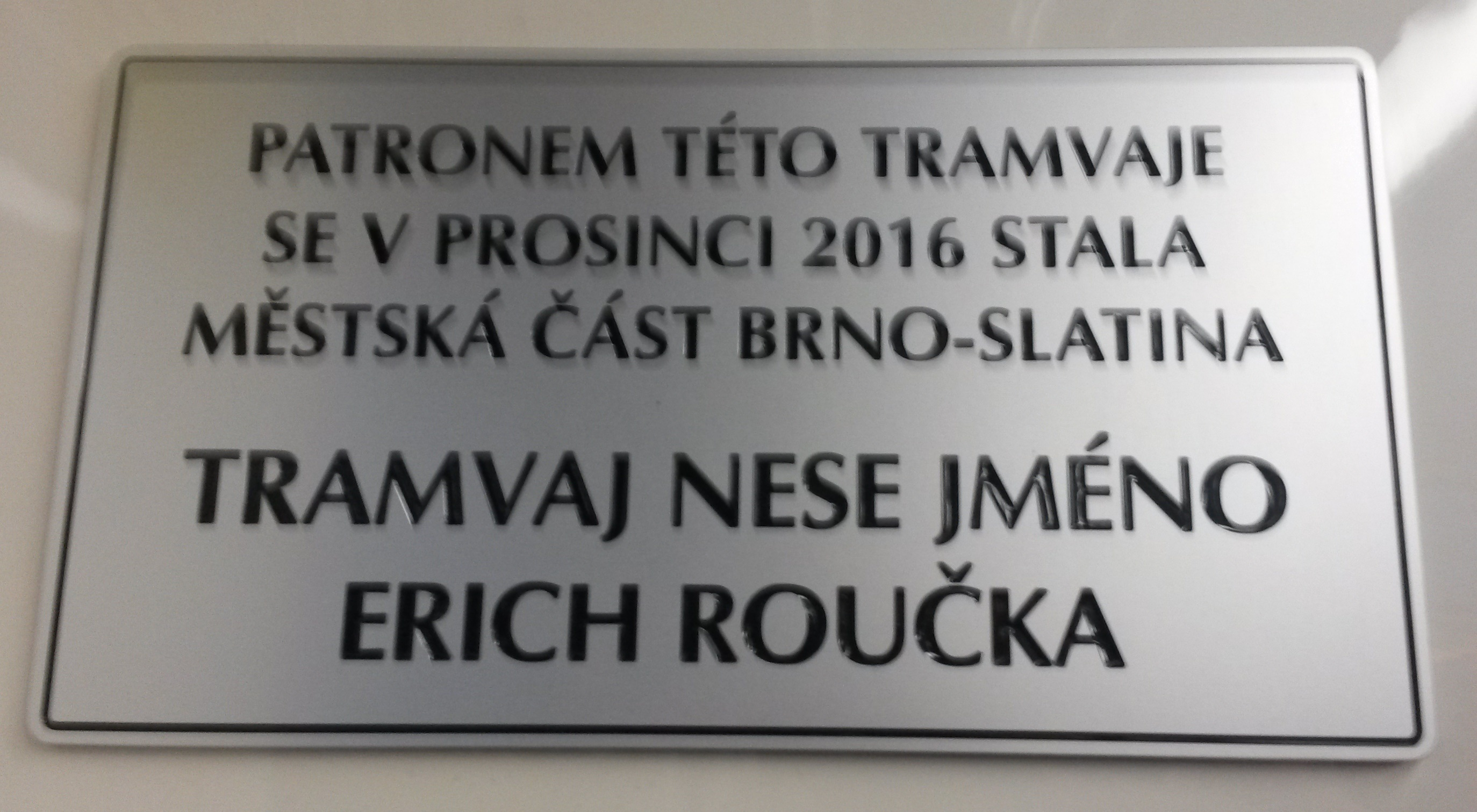
Tabulka se jménem patrona v tramvaji DPMB